# Paul Wevers
Paul Wevers (* 21. Juni 1907 in Köln; † 4. März 1941 in Braunschweig) war ein deutscher Kanute, der 1936 eine olympische Goldmedaille gewann.

## Leben
Er wurde geboren als Sohn von Jakob Michael Georg Wevers und dessen Ehefrau Maria Hedwig, geborene Spatz.
Paul Wevers vom Verein für Kajaksport Köln gewann zusammen mit Franz Schneider von 1931 bis 1933 dreimal in Folge den deutschen Meistertitel im Zweier-Kajak über 1000 Meter. 1933 siegten Wevers und Schneider bei der Europameisterschaft über 10.000 Meter im Zweier-Faltboot vor den beiden Österreichern Viktor Kalisch und Karl Steinhuber.  
1936 gewann Wevers zusammen mit Ludwig Landen bei der Deutschen Meisterschaft den Titel im Zweier-Kajak über 10.000 Meter. Über diese Strecke siegten die beiden auch bei den Olympischen Spielen 1936 in Berlin, wo sie mit zwanzig Sekunden Vorsprung auf Kalisch und Steingruber ins Ziel kamen.
Nach seiner Sportkarriere lebte Wevers als kaufmännischer Angestellter in Köln. Im Zweiten Weltkrieg diente er im Rang eines Unteroffiziers als Pilot bei der Kompanie Fallschirmschule 3 in Braunschweig. Bei einem Trainingsflug stürzte seine Maschine ab und Wevers verstarb 33-jährig an seinen schweren Verletzungen. Er wurde auf dem Kölner Südfriedhof beigesetzt. Wevers hinterließ seine Ehefrau Klara, geborene Büscher, die er erst neun Monate vorher in Köln geheiratet hatte.